# Anselm Schott
Dom Anslem Schott, OSB (5. září 1843, Staufeneck – 23. dubna 1896, opatství Maria Laach) byl německý římskokatolický duchovní, benediktinský mnich a protagonista liturgického hnutí. V roce 1884 vydal latinsko-německý misál pro laiky, známý později jako Schottův misál.

## Život
Anselm Schott vystudoval gymnázium v Darmstadtu a Ehingenu. Vstoupil do kněžského semináře a studoval teologii v Tübingenu a Mnichově. Dne 10. srpna 1867 byl v Rottenburgu vysvěcen na kněze. Poté působil nějaký čas v pastorační službě v Biberachu. V roce 1868 vstoupil do benediktinského arciopatství v Beuronu, kde 6. června 1870 složil mnišské sliby. Po zrušení Beuronu v rámci Kulturkampfu působil postupně na několika místech. V letech 1876-1881 působil v Belgii, v letech 1881-1883 pak v Emauzském klášteře v Praze. V letech 1883-1891 pak v opatství Seckau ve Štýrsku.
Roku 1892 odešel do opatství Maria Laach, kde působil jako lektor morální teologie a správce klášterního depozitáře. Zároveň pracoval jako redaktor při vydání Římského misálu a Liturgie hodin pro německé diecéze. V roce 1884 vydal rovněž Římský misál uzpůsobený pro laiky. V Maria Laach o čtyři roky později zemřel.